# فستان سهرة

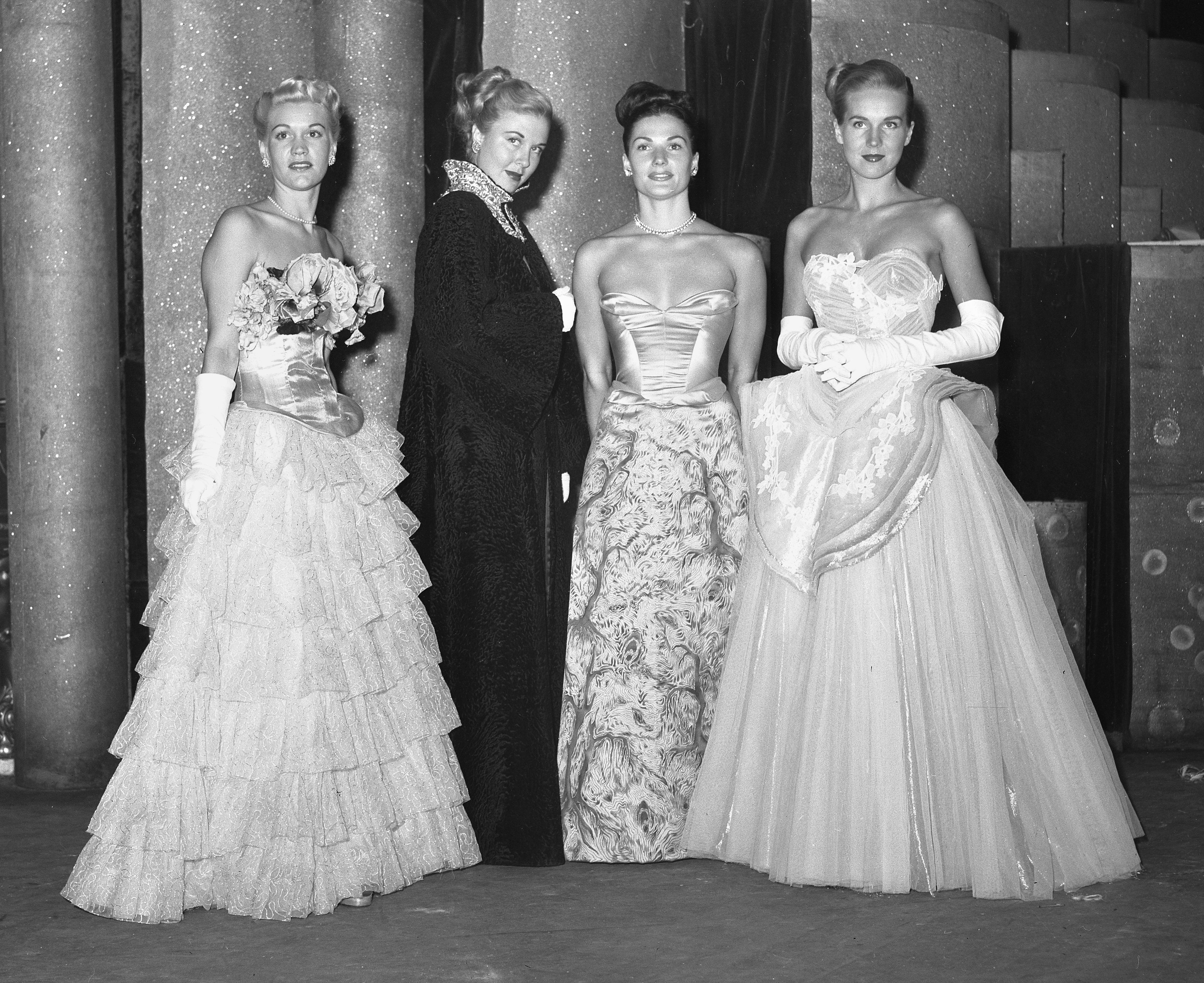
فساتين سهرة في عرض أزياء لوس أنجلوس ، 1947

فستان السهرة (أو ثوب المساء) هو ثوب نسائي يتم اردائه في الحفلات الرسمية. يكون طول الفستان إما من منتصف الساق إلى فوق الكاحلين مباشرة (وهو ما يسمى بتنورة الباليه ) أو قد يكون مثل فستان الشاي (فوق الكاحلين) أو يكون طويلاً بالكامل حتى القدم. تصنع فساتين السهرة عادة من الأقمشة الفاخرة مثل الشيفون ، المخمل ، نسيج أطلس، أو الأورجانزا . يُعتبر الحرير هو قماش شائع الاستخدام في صناعة العديد من فساتين السهرة. تختلف فساتين الحفلات عن فساتين السهرة في أن فستان الحفلة يحتوي على تنورة بطول كامل وصدار ، بينما يكون فستان السهرة إما على شكل فستان حورية البحر القاتم الضيق أو تنورة ايه لاين أو على شكل بوق وقد يكون له خصر مرتفع أو منخفض.

## التاريخ

### الفترة المبكرة من عصور النهضة
يعود تاريخ ارتداء فستان السهرة (والذي يُعرف أحيانًا باسم لباس المحكمة استنادًا إلى ظهورها في البلاط الملكي) ، إلى القرن الخامس عشر مع بروز البلاط البورغندي وحاكمها العصري والمحب للموضة فيليب الطيب. كان الصوف هو النسيج الأكثر شيوعًا للفساتين ذات الأشكال المختلفة ، وغالبًا ما أضافت سيدات البلاط الـ تراين إلى اللباس المسمى الكيرتل في المناسبات الرسمية. كانت الأقمشة والألياف الفاخرة عادة ملابس تشير إلى النبالة ، وكانت الملابس تُستخدم لإظهار الرتبة الاجتماعية والمكانة. عندما برز عصر النهضة ببطء ، تغير نظام الرتب الاجتماعية الصارم ، وسمح للأثرياء والتجار بإرتداء ما يحلو لهم من الثياب. ظهر فن نسج الحرير في منطقة البحر الأبيض المتوسط حوالي عام 1400 ، ونتيجة لذلك ، أصبحت ارتداء الملابس المصنوعة من الحرير شائعا لأولئك الذين يستطيعون تحمل تكاليفها. غالبًا ما كانت فساتين نساء البلاط الحاكم والملابس التي يتم ارتداؤها في الاحتفالات الرسمية مصنوعة من الحرير المنسوج بشكل معقد ومزينة بفراء باهظ الثمن لإبراز المكانة الاجتماعية لهم.
خلقت حياة البلاط النابضة بالحياة في القرنين السادس عشر والسابع عشر بيئة خصبة للملابس الرسمية الأنثوية (بالإضافة إلى تركيزها على الفن والأدب والموسيقى). سمحت حفلات العشاء والرقصات والعروض المسرحية للنساء بإبراز جمالهن. كانت القصور في عصر النهضة الإيطالية هي المكان الذي يُشاهد فيه ذروة الأسلوب والأناقة في أوروبا. مع ظهور عصر الباروك ، بدأ التركيز على الأناقة والثياب يتحول إلى فرنسا وبلاط الملك لويس الرابع عشر. في القرن السابع عشر ظهرت فساتين السهرة المصنوعة من التنانير المكسوة ب التراين الطويل ، والصدارات الضيقة ، والملابس التي لها عنق منخفض والمزينة بالدانتيل ، والأكمام الطويلة المطرزة والمزينة بالدانتيل أيضا. صُنعت من أنسجة الحرير مثل الساتان والتافيتا (نسيج أملس مصنوع من الحرير والبوليستر) والمخمل أثوابًا فاخرة . في القرن الثامن عشر ظهر لباس المانتوا [الإنجليزية]باعتباره اللباس الرسمي ، لكنه تطور لاحقًا إلى ما يسمى بثوب الظهر الفضفاض(أو ساك باك [الإنجليزية])
اشتهرت أيضا التنورة المقببة في القرنين السادس عشر والسابع عشر ، والتي تطورت في وقت لاحق إلى البانيه ، لتعطي الفساتين والتنانير حجمًا إضافيًا وشكلا مرغوبا أكثر.